# 디시인사이드의 용어
이 문서는 디시인사이드에서 통용되는 용어들을 설명한다.

## 갤러
- 갤러(갤러리 + ~러): 디시인사이드를 하는 사람
  - 고정닉(고정 + 닉네임): 로그인을 했으며 동일한 닉네임이 없는 것으로 확인된 사람
  - 반고정닉(반 + 고정 + 닉네임): 로그인을 했지만 동일한 닉네임이 없는 것으로 확인되지 않은 사람을 말. 즉, 닉네임이 중복일 수도 있고 아닐 수도 있다는 것이다.
  - 유동닉(유동 IP + 닉네임): 로그인을 하지 않고 닉네임과 수정/삭제를 위한 비밀번호만을 입력한 사람. 대부분 닉네임은 ㅇㅇ(이응 2개)을 쓴다.
- ~붕이[내용 1]: 특정 갤러리를 하는 사람. 예를 들어 야구 갤러리에서 활동한다면 야붕이가 되는 것이다.

## 서비스
- 갤러리: 디시인사이드 안의 게시판
- 디시위키: 디시인사이드에서 운영했던 위키. 단순 유머용으로 욕이 난무하는 등 정보성으로는 좋지 않았다.
- 디시뉴스: 디시인사이드에서 운영하는 뉴스 포털
- 디시게임: 디시인사이드에서 운영하는 미니게임 사이트. HTML5 기반의 단순한 게임이 있다.
- 보이스 리플: 녹음할 수 있는 음성 댓글
- 댓글돌이: 댓글에서 활동하는 봇. 과거에는 "댓글 10개 달성!" 식의 댓글을 달았지만 2022년부터는 디시뉴스의 기사를 링크해 단다.

### 디시콘
디시콘은 디시인사이드에서 사용되는 유료 및 무료 이모티콘이다. 글이나 댓글을 쓸 때 사용할 수 있는 이모티콘. 기본으로 만두 이모티콘이 있다.

#### 제작법
꿀캠 및 포토샵으로 디시콘으로 쓸 부분을 자른 후 10 10으로 맞추고 테두리를 대강 넣고 GIF로 변환한 뒤 글자를 움직이게 놓으면 된다.

#### 공식 디시콘
- 만두콘
- 트리비아M콘
- 리나콘

#### 비공식 디시콘
- 노무현콘
- 쭐어콘 : 메이플스토리 갤러리의 유저 쭐어의 그림체를 이용한 디시콘으로, 2차 창작으로 많이 사용된다.
- 케장콘
- 밋다콘 : 대표적으로 밋다다 미쿠콘이 있다.
- 좋은말콘
- 오랜지콘
- 기싸움콘
- 싱글벙글콘

#### 망한 디시콘
- 할카스콘 : 비하 및 법적 문제가 되서 삭제됨.
- 배리나콘 : 일부는 삭제되진 않았으나, 대부분 유저들이 디시콘 차단 기능을 써서 사실상 없어진 디시콘.
- 국주콘
- 다정한부부콘

### 내용주
1. ↑  다만, ~붕이는 디시인사이드가 시초가 아니고, 여초 커뮤니티에서 옮겨 온 말이다. 2020년대부터는 디시인사이드에서 가장 많이 쓰이기 시작했다.